# Al-Tira, Haifa
Consulte Tira para outros sites com nomes semelhantes.
al-Tira (em árabe: الطيرة, também chamada Tirat al-Lawz ou "Tira das amêndoas" para distingui-la de outras al-Tiras) foi uma cidade palestina localizada a sete quilômetros ao sul de Haifa. Era composta por cinco khirbets, incluindo Khirbat al-Dayr, onde ficam as ruínas do mosteiro de São Brocardus e um complexo de cavernas com túneis abobadados.

## História
Os cruzados chamavam al-Tira de Santo Yohan de Tiro, e, no século XIII, a vila continha uma abadia ortodoxa grega de São João Batista. Em 1283, foi mencionado como parte do domínio dos Cruzados, segundo a hudna entre os Cruzados e o sultão mameluco Qalawun.

### Era otomana
Em 987 H. (1579 CE), está registrado que Assaf, o sanjaqbey de al-Lajjun, construiu uma mesquita na aldeia.
Em 1596, al-Tira era uma aldeia com uma população de 52 famílias muçulmanas, uma estimativa de 286 pessoas, sob a jurisdição administrativa do anaia ("subdistrito") de Xafa, parte de sanjaco de Lajum do Império Otomano. Os aldeões pagavam às autoridades uma taxa fixa de imposto de 25% pelas safras que cultivavam, que incluíam trigo, cabras, colmeias e vinhedos; um total de 26.000 Akçe.
Em 1799, apareceu com o nome de El Koneiceh (= Kh. el Keniseh) no mapa que Pierre Jacotin compilou naquele ano, embora sua localização estivesse errada.
Victor Guérin a visitou em 1870, “Eu examinei primeiramente uma pequena mesquita, que parece ter sido anteriormente uma igreja cristã. Alinhado de poente a nascente, tem nave única e termina a nascente por uma abside. A entrada é feita por uma porta retangular coroada por uma bela verga monolítica. Esta igreja, construída com silhares muito regulares, é coberta por abóbadas ligeiramente pontiagudas, sobre as quais existe uma cobertura plana.”
Após o pesado recrutamento imposto pelos otomanos em 1872, houve um declínio na prosperidade da vila, mas posteriormente ela se recuperou.

Um censo da população de cerca de 1887 mostrou que Tireh tinha cerca de 2.555 habitantes; todos os muçulmanos.

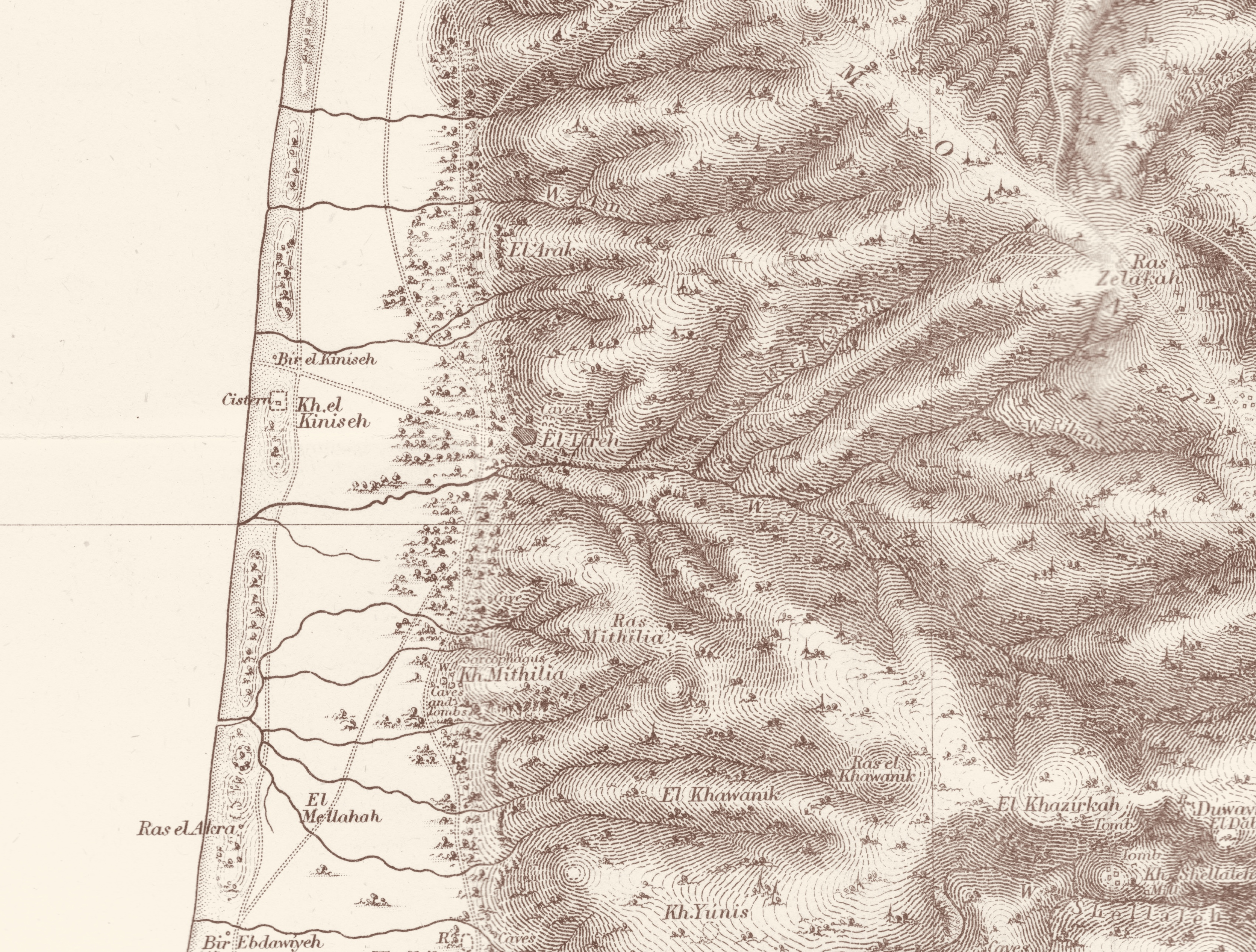
Mapa do Fundo de Exploração da Palestina de Al-Tira (El Tireh), 1875
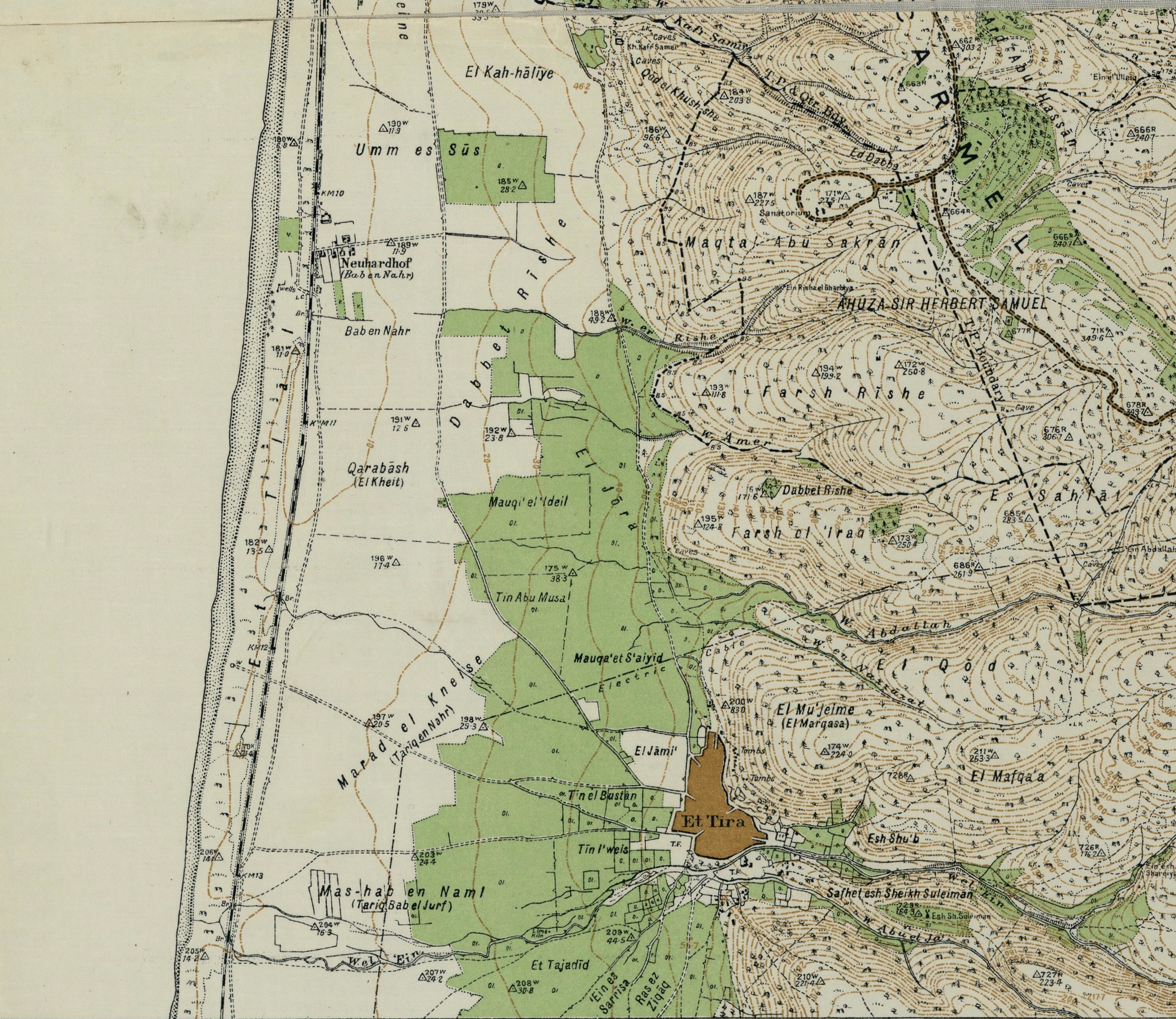
Al-Tira (Et Tira) 1932 1: 20.000
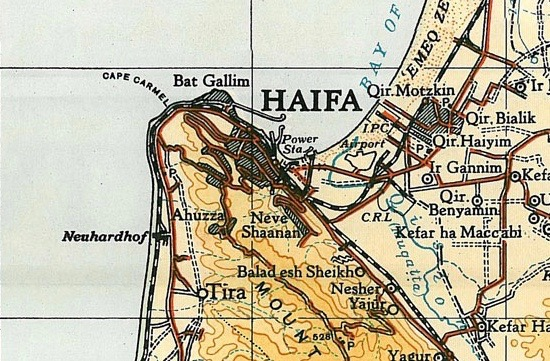
Al-Tira (Tira) 1945 1: 250.000

### Era do Mandato Britânico
No censo da Palestina de 1922, conduzido pelas autoridades do Mandato Britânico, Tireh tinha uma população de 2.346; 2.336 muçulmanos palestinos, 1 judeu e 9 cristãos, onde os cristãos eram 1 católico romano e 8 ortodoxos. A população havia aumentado no censo de 1931 para 3.191 pessoas; 3.173 muçulmanos, 17 cristãos, 1 druso, em um total de 624 casas.
Em 1943, al-Tira produziu mais azeitonas e azeite do que qualquer outra aldeia no distrito de Haifa. A abundância de amendoeiras em al-Tira deu origem ao apelido da aldeia, Tirat al-Lawz ("Tira das Amendoeiras"). Em 1945, seus 5.240 muçulmanos e 30 cristãos  compartilhavam duas escolas primárias, uma para meninos e outra para meninas. Sua economia baseava-se no cultivo de grãos, hortaliças e frutas, regados com as nascentes naturais da aldeia.
Pelas estatísticas de 1945, al Tira tinha uma população de 5.270; 30 cristãos e 5.240 muçulmanos,  com uma área total de 45.262 dunams. Desse total, os palestinos usaram 16.219 para cereais; 3.543 dunums foram irrigados ou usados para pomares, enquanto um total de 901 dunams foram construídos em terrenos (urbanos).

### 1948, limpeza étnica de Israel de Al-Tira, e período subsequente
Tira foi levemente atacada pelo Haganah na noite de 21–22 de abril de 1948 "para evitar que fosse dada assistência aos palestinos de Haifa", de acordo com um relatório britânico. Isso causou a evacuação de algumas mulheres e crianças da aldeia, de acordo com fontes militares do Haganah. Na madrugada de 25 de abril, o Haganah disparou contra Tira e, nas primeiras horas do dia 26 de abril, lançou um forte ataque à aldeia, com aparente objetivo de conquista, com morteiros e metralhadoras. Uma companhia de infantaria alcançou a periferia oriental da vila e conquistou posições nas encostas do Carmelo com vista para a vila, mas foi aparentemente interrompida pelo fogo das unidades britânicas. A população não combatente da vila foi então evacuada pelos britânicos, deixando várias centenas de homens armados para defendê-la. Caiu para as forças israelenses em julho.
Após a guerra, a área foi incorporada ao Estado de Israel. Tira foi estabelecida pela primeira vez com imigrantes judeus em fevereiro de 1949; em abril, tinha uma população de 2.000. Muitos dos refugiados de Tira fugiram para a Jordânia, principalmente para Irbid.
O historiador palestino Walid Khalidi descreveu as ruínas da aldeia em 1992, observando que parte do local da aldeia havia sido incorporada ao Tirat Carmel : “Algumas das casas, como a que pertence a 'Irsan al-Dhib, permanecem de pé. O cemitério está mal cuidado e há várias lápides quebradas. Os restos de dois santuários são visíveis e a escola é usada por estudantes israelenses, tanto palestinos quanto judeus. Existem florestas e algumas casas residenciais na parte montanhosa do terreno circundante.
Al-Tira tinha duas mesquitas, chamadas a Velha e a Nova. A antiga mesquita era originalmente uma igreja e já estava fora de uso em 1932. A nova mesquita parece ainda estar de pé, mas agora convertida em uma sinagoga. Não há consenso na idade da Nova Mesquita; Pringle afirma ser a mesquita construída por Assaf em 1579 d.C. No entanto, Petersen, que a inspecionou em 1994, relata que isso está incorreto, e que uma inscrição colocada em um recesso em arco perto da porta para o que era a entrada para o salão de orações registra, na escrita nasskhi provincial, sugeria a construção da mesquita para Ishaq ibn Amir em 687 H. (1288–1289 d.C).

Em 2011, quatro livros sobre a história das aldeias palestinas foram publicados.

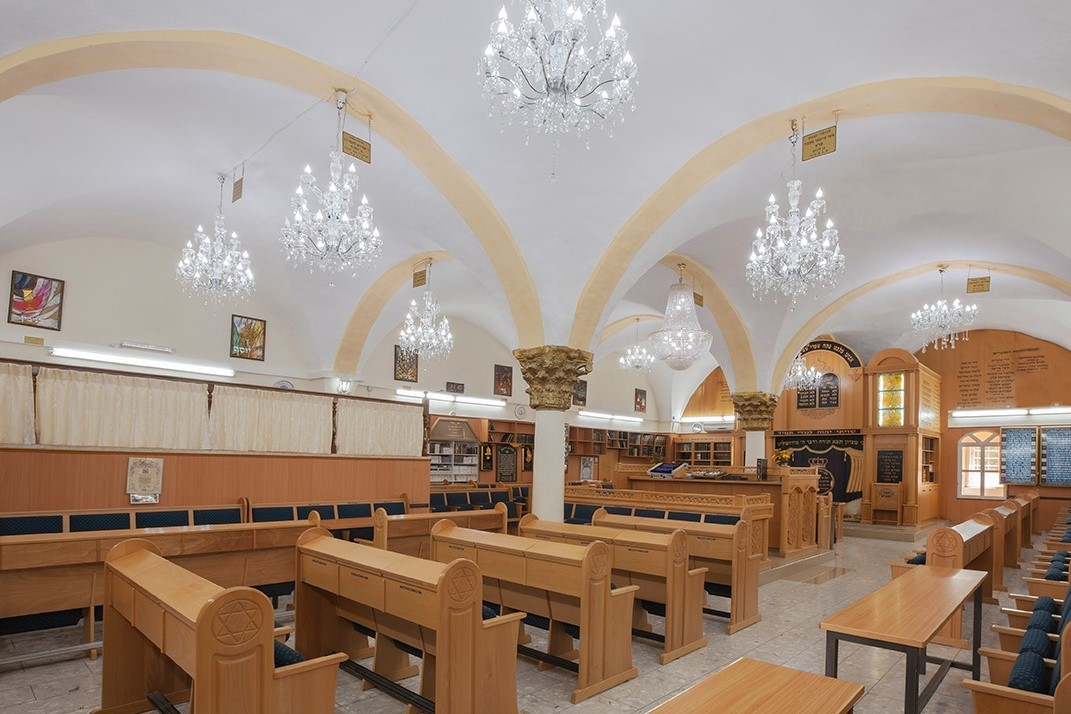
Antiga mesquita em Al-Tira, atualmente uma sinagoga
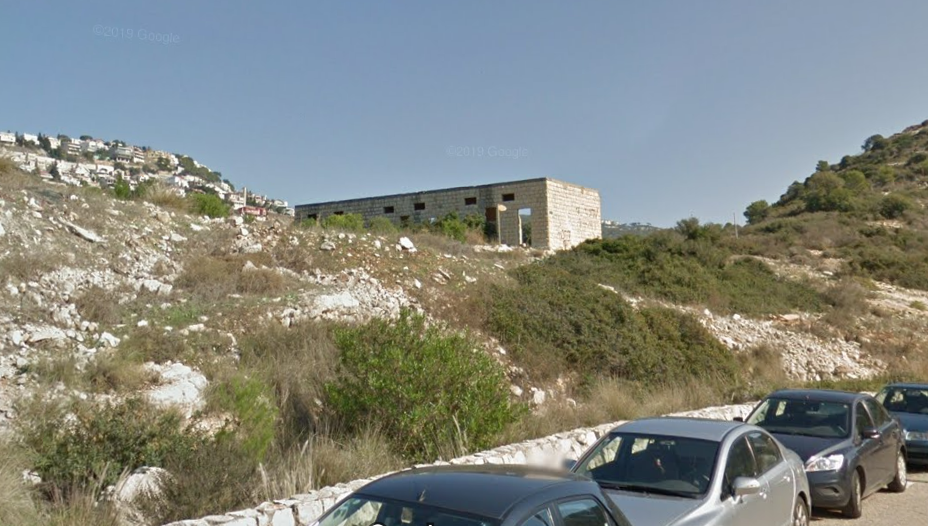
Prédio da velha escola em Al-Tira, Haifa
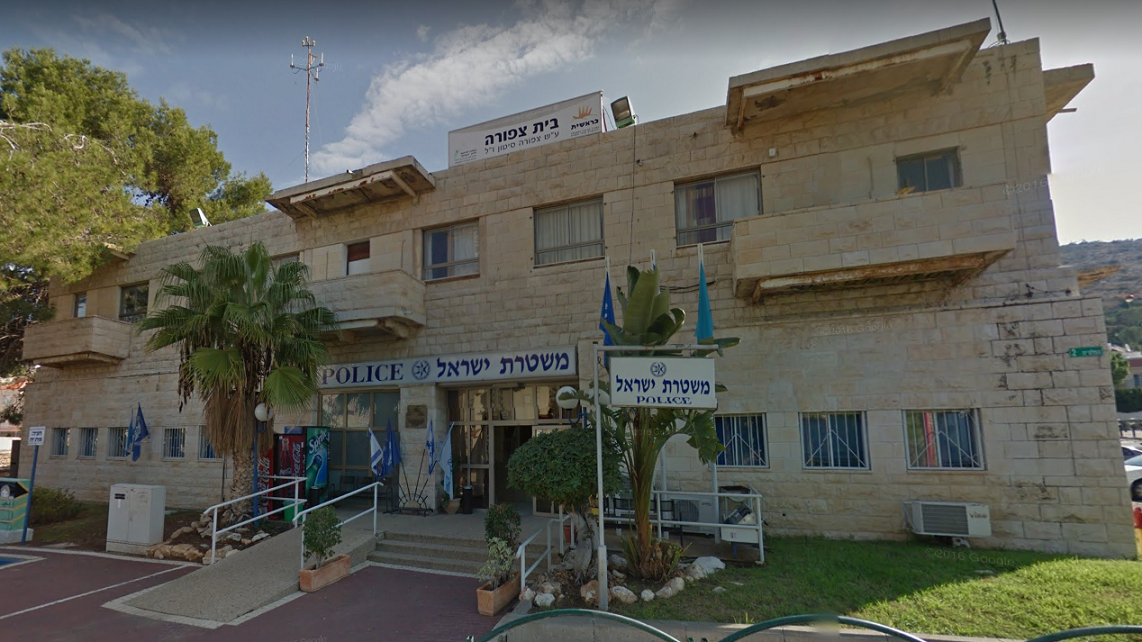
Al-Tira, Haifa, esquadra de polícia